# Pallacanestro ai III Giochi della Lusofonia - Torneo femminile
Il Campionato di pallacanestro femminile ai II Giochi della Lusofonia si è svolto dal 23 al 27 gennaio 2014, a Goa, ed ha visto la vittoria del Mozambico, alla sua seconda affermazione in questa competizione.

## Risultati
Girone unico con incontri di sola andata
| P  | Team      | V - P | Pf - Ps   | Diff | Pts |
| -- | --------- | ----- | --------- | ---- | --- |
| 1. | Mozambico | 3 - 0 | 276 - 124 | +152 | 6   |
| 2. | Angola    | 2 - 1 | 217 - 162 | +55  | 5   |
| 3. | India     | 1 - 2 | 214 - 203 | +11  | 4   |
| 4. | Macao     | 0 - 3 | 105 - 323 | -218 | 3   |

| Goa 23 gennaio 2014 | Macao | 29 – 111 | Mozambico |  |

| Goa 23 gennaio 2014 | Angola | 66 – 58 | India |  |

| Goa 25 gennaio 2014 | Angola | 102 – 31 | Macao |  |

| Goa 25 gennaio 2014 | India | 46 – 92 | Mozambico |  |

| Goa 27 gennaio 2014 | India | 110 – 45 | Macao |  |

| Goa 27 gennaio 2014 | Angola | 49 – 73 | Mozambico |  |

## Classifica
| - | Paese     |
| - | --------- |
|   | Mozambico |
|   | Angola    |
|   | India     |
| 4 | Macao     |